# Baldassarre Carrari le Jeune
Baldassarre Carrari dit  Baldassarre Carrari le Jeune (Forlì, 1460 - Ravenne, 1516), est un peintre italien de la fin du XVe et du début du XVIe siècle, de l'École de Forlì, qui fut surtout actif dans sa ville natale où la plupart de ses œuvres sont encore visibles.

## Œuvres
- ..., Pinacoteca civica, Forlì
- .., Abbazia di San Mercuriale, Forlì
- ..., Pinacoteca civica, Ravenne
- Madonna con Bambino, Pinacoteca nazionale de Ferrare

## Sources
- (it) Cet article est partiellement ou en totalité issu de l’article de Wikipédia en italien intitulé « Baldassarre Carrari » (voir la liste des auteurs).